# Кастро деи Волши
Кастро деи Волши (итал. Castro dei Volsci) је насеље у Италији у округу Фрозиноне, региону Лацио.
Према процени из 2011. у насељу је живело 358 становника. Насеље се налази на надморској висини од 360 м.

## Становништво
| 1936. | 1951. | 1961. | 1971. | 1981. | 1991. | 2001. | 2011. |
| ----- | ----- | ----- | ----- | ----- | ----- | ----- | ----- |
| 5.759 | 5.862 | 5.321 | 4.893 | 5.218 | 5.178 | 5.039 | 4.903 |